# Les Enfants du siècle (film, 1915)
Pour l’article homonyme, voir Les Enfants du siècle.
Pour plus de détails, voir Fiche technique et Distribution.
Les Enfants du siècle (Дети века, Deti veka) est un film russe réalisé par Evgueny Bauer, sorti en 1915,.

## Fiche technique
- Photographie : Boris Zavelev